# مایشابل
مایشابل (باسکی: Maixabel) یک فیلم درام اسپانیایی به کارگردانی ایسیار بولائین است که در سال ۲۰۲۱ منتشر شد. این فیلم بر اساس داستان واقعی زندگی زنی به نام «مایشابل لاسا» است که شوهرش، خوان ماریا خائورِگی، توسط اتا، یک گروه جدایی‌طلب چپ تندرو باسکی کشته شد و یازده سال پس از آن واقعه دردناک، مایشابل دعوتی برای گفتگو با قاتلان شوهرش دریافت کرد.

## گزیدهٔ بازیگران
- بلانکا پورتیو در نقش مایشابل لاسا
- لوئیس تسار در نقش ایبون اِچه‌سارِتا
- برونا سِـویا در نقش لوئیکی
- اورکو اولاسابال در نقش لوئیس کاراسکو
- ماریا سرسوئلا در نقش ماریا
- میکل بوستامانته در نقش پاچی ماکاساگا

## جوایز
- ۲۰۲۱ - جایزهٔ فورکه بهترین بازیگر زن: بلانکا پورتیو[۳][۴]
- ۲۰۲۲ - جایزه فروس بهترین بازیگر نقش مکمل مرد: اورکو اولاسابال[۵][۶]
- ۲۰۲۲ - جایزهٔ حلقه نویسندگان سینمایی بهترین بازیگر زن: بلانکا پورتیو[۷]
- ۲۰۲۲ - جایزهٔ حلقه نویسندگان سینمایی بهترین بازیگر نقش مکمل مرد: اورکو اولاسابال
- ۲۰۲۲ - جایزه گویای بهترین بازیگر نقش اول زن: بلانکا پورتیو[۸][۹]
- ۲۰۲۲ - جایزه گویای بهترین بازیگر نقش مکمل مرد: اورکو اولاسابال
- ۲۰۲۲ - جایزه گویای بهترین بازیگر جدید: ماریا سرسوئلا
- ۲۰۲۲ - جایزهٔ پلاتینوی بهترین بازیگر زن: بلانکا پورتیو[۱۰][۱۱]
- ۲۰۲۲ - جایزهٔ اتحادیه فیلمنامه نویسان اسپانیا: ایسا کامپو و ایسیار بولائین[۱۲]
- ۲۰۲۲ - جایزهٔ اتحادیه بازیگران مرد و زن: آرانچا آرانگورِن[۱۳]